# Saíra
Saíra é o nome popular dado a várias espécies de aves brasileiras pertencentes às tribos Thraupini e Emberizini da família Fringillidae.

## Família Emberizidae
- Saíra-andorinha
- Saíra-azul
- Saíra-canário, Thlypopsis sordida
- Saíra-cara-suja
- Saíra-de-pernas-pretas

## Família Thraupidae
- Saíra-viúva, Pipraeidea melanonota
- Saíra-de-chapéu-preto, Nemosia pileata
- Saíra-apunhalada, Nemosia rourei
- Saíra-de-papo-preto Hemithraupis guira
- Saíra-beija-flor, Cyanerpes cyaneus
- Saíra-ferrugem, Hemithraupis ruficapilla
- Saíra-galega, Hemithraupis flavicollis

Género Tangara
- Saíra-de-bando, Tangara mexicana
- Saíra-sete-cores, Tangara seledon
- Saíra-de-lenço, Tangara cyanocephala
- Saíra-militar, Tangara cyanocephala
- Saíra-lagarta, Tangara desmaresti
- Saíra-mascarada, Tangara nigrocincta
- Saíra-negaça, Tangara punctata
- Saíra-opala, Tangara callophrys
- Saíra-ouro, Tangara schrankii
- Saíra-pintada, Tangara guttata
- Saíra-pintor, Tangara fastuosa
- Saíra-preciosa, Tangara preciosa
- Saíra-sapucaia, Tangara peruviana
- Saíra-amarela, Tangara cayana
- Saíra-carijó, Tangara varia
- Saíra-de-barriga-amarela, Tangara xanthogastra
- Saíra-de-cabeça-azul, Tangara cyanicollis
- Saíra-de-cabeça-castanha, Tangara gyrola
- Saíra-de-cabeça-preta, Tangara cyanoptera
- Saíra-diamante, Tangara velia
- Saíra-douradinha, Tangara cyanoventris